# Cichorium spinosum
Espèce
Cichorium spinosum L., est une espèce de plantes à fleurs de la famille des Asteraceae qui fait partie des chicorées, plante du genre Cichorium.

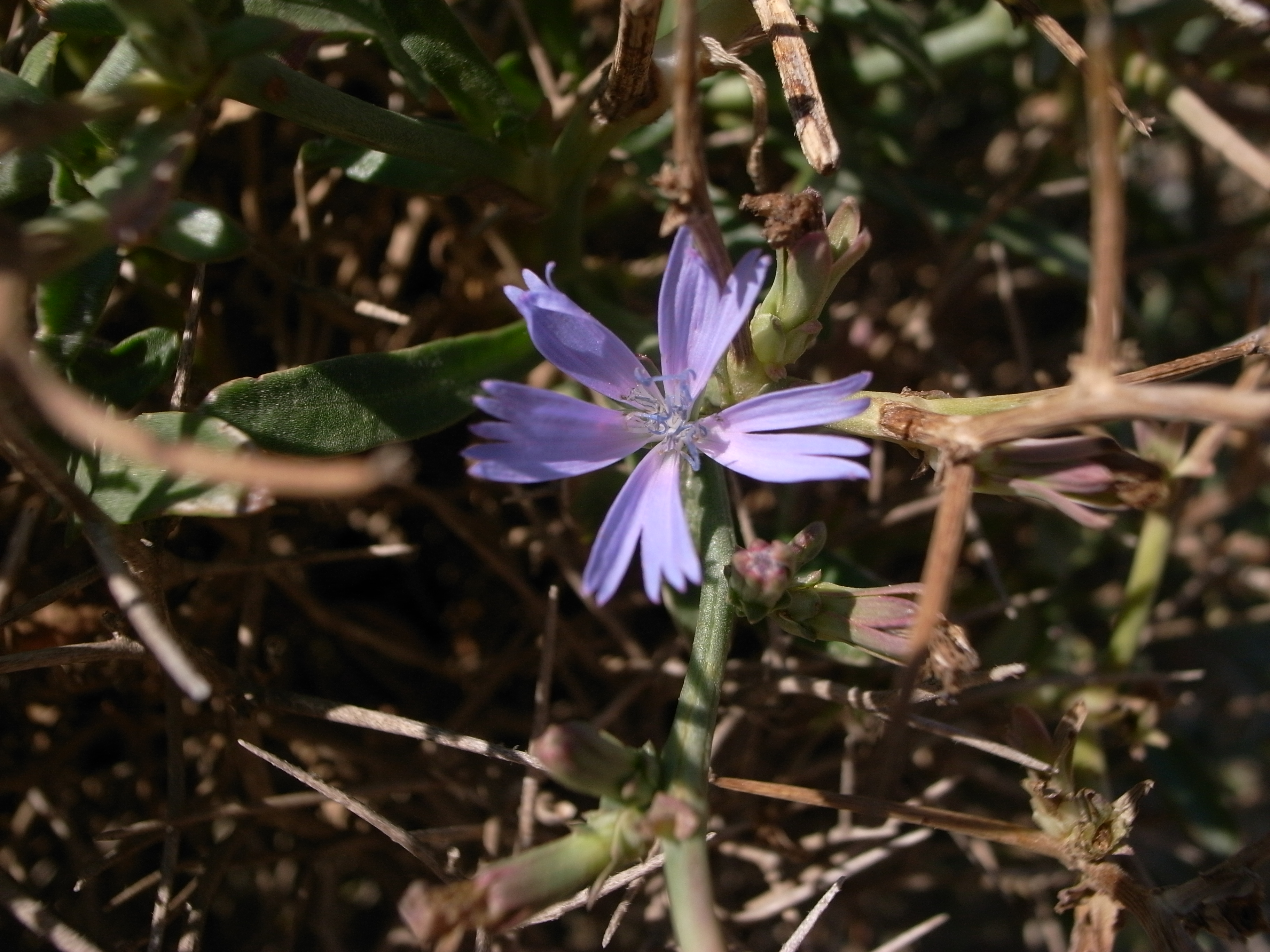
Détail des inflorescences en capitules.